# سمبزا
سمبزا (به انگلیسی: Sambaza) یک شهر است که در ناحیه ژوب بلوچستان، پاکستان واقع شده‌است.